# Syzygium neriifolium
Syzygium neriifolium är en myrtenväxtart som beskrevs av Odoardo Beccari, Elmer Drew Merrill och Lily May Perry. Syzygium neriifolium ingår i släktet Syzygium och familjen myrtenväxter. Inga underarter finns listade i Catalogue of Life.